# CE Весов
CE Весов (лат. CE Librae) — одиночная переменная звезда в созвездии Весов на расстоянии (вычисленном из значения параллакса) приблизительно 51042 световых лет (около 15649 парсеков) от Солнца. Видимая звёздная величина звезды — от +15,8m до +14,8m.

## Характеристики
CE Весов — пульсирующая переменная звезда типа RR Лиры (RR).